# セバスティアン・ドミンゲス
セバスティアン・エンリケ・ドミンゲス（Sebastián Enrique Domínguez, 1980年7月29日 - ）は、アルゼンチン・ブエノスアイレス出身の元同国代表サッカー選手。現役時代のポジションはディフェンダー。

## 経歴
CAベレス・サルスフィエルド時代には200試合以上に出場した。2016年1月より古巣であるニューウェルズ・オールドボーイズへ復帰した。

## タイトル
ニューウェルズ
- プリメーラ・ディビシオン : 2004A

コリンチャンス・パウリスタ
- カンピオナート・ブラジレイロ・セリエA : 2005

クラブ・アメリカ
- インテルリーガ : 2008

ベレス
- プリメーラ・ディビシオン : 2008-09クラウスーラ, 2010-11クラウスーラ, 2012-13イニシアル
- スーペルコパ・アルヘンティーナ : 2013